# أدريان توماسون
أدريان توماسون (بالفرنسية: Adrien Thomasson) (10 ديسمبر 1993 في فرنسا - ) هو لاعب كرة قدم فرنسي في مركز الدفاع. لعب مع نادي إيفيان ونادي فان ونادي نانت.

## وصلات خارجية
- أدريان توماسون على موقع الاتحاد الأوربي (الإنجليزية)
- أدريان توماسون على موقع رابطة كرة القدم الفرنسية للمحترفين (الإنجليزية)
- أدريان توماسون على موقع قاعدة بيانات كرة القدم.إي يو (الإنجليزية)
- أدريان توماسون على موقع ليكيب (الفرنسية)
- أدريان توماسون على موقع Soccerway.com (الإنجليزية)
- أدريان توماسون على موقع عالم كرة القدم.نت (الإنجليزية)
- أدريان توماسون على موقع AS.com (الإسبانية)